# Vi Majbor
Vi Majbor är gratis annonsfinansierad lokaltidning för boende i Majorna, Kungsladugård, Sanna och Stigberget i Göteborg. Utkommer några gånger om året sedan 1984.